# Crepischiza pallida
Crepischiza pallida är en skalbaggsart som beskrevs av Gilbert John Arrow 1944. Crepischiza pallida ingår i släktet Crepischiza och familjen Melolonthidae. Inga underarter finns listade i Catalogue of Life.